# Хаваји
Хаваји (енгл. Hawaii, хав. Hawaiʻi) америчка су држава. У састав Сједињених Америчких Држава примљени су 21. августа 1959. године као последња педесета чланица. Једина су америчка држава коју искључиво чине острва. Хаваји су архипелаг у централном делу Пацифика, југозападно од континенталног дела САД, југоисточно од Јапана и североисточно од Аустралије.
Природне лепоте, топла тропска клима, бистро море и таласи, и активни вулкани чине Хаваје популарним одредиштем за туристе, сурфере, биологе и вулканологе. С обзиром да су смештени у централном Пацифику на Хавајима је присутан утицај како северне Америке тако и Азије, као и сопствене домородачке културе. Хаваји имају више од милион сталних становника, као и доста туриста и припадника Војске САД. Главни град Хаваја је Хонолулу који се налази на острву Оаху.
Хаваји обухватају практично цео вулкански хавајски архипелаг који се састоји од стотина острва у распону од 2.400 km. На југоисточном крају архипелага се налази осам главних острва Ниихау, Кауаи, Оаху, Молокаи, Ланаи, Кахолаве, Мауи и Хаваји. Острво Хаваји је далеко највеће и често се назива „Велико острво“ да не би било побркано са државом. Архипелаг је део Полинезије.
После Аљаске, Флориде и Калифорније, Хаваји имају по дужини четврту обалу међу америчким државама, која се простире у дужини од приближно 1.200 km.
Хаваји су поред Аризоне једина држава која не примењује летње рачунање времена.

## Географија

### Топографија
Овај архипелаг се налази неких 3200 km југозападно од Северне Америке, Хаваји су најјужнија америчка држава и друга најзападнија држава после Аљаске. Хаваји и Аљаска су једине америчке државе које се не граниче са неком другом америчком државом.
Хаваји се од других држава САД разликују у следећим стварима:
- географски се не налазе у северној Америци;
- на њима се узгаја кафа;
- у потпуности су окружени водом;
- у потпуности су архипелаг;
- имају краљевску палату;
- ниједан део границе се не поклапа са линијама географске ширине и дужине.

Највиша планина на Хавајима је Мауна Кеа чији је највиши врх висок 4.204 m 
Осам главних острва, Хаваји, Мауи, Оаху, Кахолаве, Ланај, Молокај, Кауај и Нијахау, окружује већи број мањих острва. Северозападна хавајска острва су група од девет малих острва, која се пружају од острва Нихоа до атола Куре. Она представљају остатке некадашњих знатно већих планина вулканског порекла. Такође тамо се налази више од 100 хриди и острваца, као што је Молокини, која су или вулканског порекла или су настала ерозијом.

### Геологија
Сва хавајска острва су вулканског порекла. Због померања тектонских плоча испод Пацифичког океана ка северозападу, врућа тачка се не помера и полако ствара нове вулкане. Због локације вруће тачке једини активни вулкани се налазе у јужној половини Великог острва. Најмлађи вулкан Лојхи симаунт, се налази јужно од обале Великог острва.
Последња вулканска ерупција ван Великог острва је била ерупција вулкана Халеакала на острву Мауи. Према неким проценама она се десила крајем 18. века мада има и процена да се десила и неколико стотина година раније. Године 1790. вулкан Килауеа је прорадио и проузроковао најсмртоноснију вулканску ерупцију (у савременом добу) која се десила у данашњим Сједињеним Државама. Тада је погинуло 5.405 ратника и чланова њихових породица који су се кретали ка Килауеи.
Вулканска активност и ерозије које су уследиле су створиле импресивне геолошке облике. Велико острво има трећи по висини врх међу свим острвима на свету.
Нестабилност падина вулкана утиче на појаву разорних земљотреса уз пратеће цунамије, посебно 1868. и 1975.

### Флора и фауна
Удаљеност Хаваја од других континената је условила да живот на ова острва дође на три начина: путем ветра, таласима, помоћу птица, инсеката и свега другог што је дошло с њима. Изолованост и разнолики крајолик (велике надморске висине, тропска клима) произвели су огроман број ендемских биљних и животињских врста. За Хаваје је карактеристично да имају више угрожених врста биљака и животиња него било која америчка држава, такође имају и највећи проценат изумрлих ендемских врста у САД.
- Нихау
- Кауај
- Оаху
- Мауи
- Молокај
- Ланај
- Кахолаве
- Острво Хаваји

### Клима
Хаваји имају тропску климу, с тим да температура и влажност ваздуха нису толико екстремни због практично сталног деловања пасата из правца истока.
Највише дневне температуре током лета се крећу око 31 °C а ноћне температуре око 24 °C. Током зиме највише дневне су око 28 °C а ноћне око 18 °C.
Иако тропске крајеве не карактеришу снежне падавине на планинама Мауна Кеа и Мауна Лоа снег се може наћи на висинама од 4.205 m током зимских месеци. Снег ретко пада на Халеакали. 
Планина Вајалеале, на острву Кауај, је са годишњом количином од 1.170 cm падавина на другом месту у свету. Већи део Хаваја има само два периода: суви период од маја до октобра и кишни период од октобра до априла.
| Град     | јануар  | фебруар | март    | април   | мај     | јун     | јул     | август  | септембар | октобар | новембар | децембар |
| -------- | ------- | ------- | ------- | ------- | ------- | ------- | ------- | ------- | --------- | ------- | -------- | -------- |
| Хило     | 17,8 °C | 17,8 °C | 18,3 °C | 18,9 °C | 19,4 °C | 20,0 °C | 20,6 °C | 20,6 °C | 20,6 °C   | 20,0 °C | 19,4 °C  | 18,3 °C  |
| Хило     | 26,1 °C | 26,1 °C | 26,1 °C | 26,1 °C | 27,2 °C | 27,8 °C | 27,8 °C | 28,3 °C | 28,3 °C   | 28,3 °C | 27,2 °C  | 26,7 °C  |
| Хонолулу | 18,9 °C | 18,3 °C | 19,4 °C | 20,0 °C | 21,1 °C | 22,2 °C | 23,3 °C | 23,9 °C | 23,3 °C   | 22,8 °C | 21,7 °C  | 20,0 °C  |
| Хонолулу | 26,7 °C | 27,2 °C | 27,8 °C | 28,3 °C | 29,4 °C | 30,6 °C | 31,1 °C | 31,7 °C | 31,7 °C   | 30,6 °C | 28,9 °C  | 27,8 °C  |
| Кахулуи  | 17,2 °C | 17,2 °C | 18,3 °C | 18,9 °C | 19,4 °C | 20,6 °C | 21,7 °C | 21,7 °C | 21,1 °C   | 20,6 °C | 20,0 °C  | 18,3 °C  |
| Кахулуи  | 26,7 °C | 27,2 °C | 27,8 °C | 27,8 °C | 28,9 °C | 30,0 °C | 30,6 °C | 31,1 °C | 31,1 °C   | 30,6 °C | 28,9 °C  | 27,8 °C  |
| Лихуе    | 18,3 °C | 18,9 °C | 19,4 °C | 20,6 °C | 21,1 °C | 22,8 °C | 23,3 °C | 23,3 °C | 23,3 °C   | 22,8 °C | 21,7 °C  | 20,0 °C  |
| Лихуе    | 25,6 °C | 26,6 °C | 26,6 °C | 26,1 °C | 27,2 °C | 28,3 °C | 28,9 °C | 29,4 °C | 29,4 °C   | 28,9 °C | 27,2 °C  | 26,1 °C  |

## Демографија
| 1900.   | 1910.   | 1920.   | 1930.   | 1940.   | 1950.   | 1960.   | 1970.   | 1980.   | 1990.     | 2000.     | 2010.     |
| ------- | ------- | ------- | ------- | ------- | ------- | ------- | ------- | ------- | --------- | --------- | --------- |
| 154.001 | 191.874 | 255.881 | 368.300 | 422.770 | 499.794 | 632.772 | 769.913 | 964.691 | 1.108.229 | 1.211.537 | 1.360.301 |

Хаваји су 2000. године имали 1.211.537 становника, од чега су 41,6% (503.868) азијског порекла (Јапанци 201.764; Филипинци 170.635; Кинези 56.600; Корејци 23.637). Исте те године на њима живе 113.539 Полинежана (укључујући 80.137 Хавајаца), 22.003 Афро-Американаца, 3.535 досељених староседеоца са Аљаске, 87.699 Латино-Американаца (Мексиканци, Порториканци, Кубанци) и 212.229 страно-рођених грађана. Домаће становништво очувало је свој етнички и културни идентитет, на чему и данас помно раде.

### Највећи градови
| Хонолулу Хило | 1.  | Хонолулу      | 337.256 | Кајлуа Канеохе |
| Хонолулу Хило | 2.  | Перл Сити     | 47.698  | Кајлуа Канеохе |
| Хонолулу Хило | 3.  | Хило          | 43.263  | Кајлуа Канеохе |
| Хонолулу Хило | 4.  | Кајлуа        | 38.635  | Кајлуа Канеохе |
| Хонолулу Хило | 5.  | Вајпаху       | 38.216  | Кајлуа Канеохе |
| Хонолулу Хило | 6.  | Канеохе       | 34.597  | Кајлуа Канеохе |
| Хонолулу Хило | 7.  | Милилани Таун | 27.629  | Кајлуа Канеохе |
| Хонолулу Хило | 8.  | Кахулуј       | 26.337  | Кајлуа Канеохе |
| Хонолулу Хило | 9.  | Ева Џентри    | 22.690  | Кајлуа Канеохе |
| Хонолулу Хило | 10. | Кихеј         | 20.881  | Кајлуа Канеохе |

## Култура
Култура је изузетна занимљива и привлачи пажњу туриста, а међу предметима се посебно истичу они направљени од полумеког дрвета званог Mya-Ma. То су углавном музички инструменти, различите посуде, оруђе и оружје. Такође чувен је трбушни плес који се изводи уз пратњу музике изведене Mya-Ma инструментима. За њега старије генерације Хавајчана причају да је то плес који одржава здравље због покретања тела којим се масира снажно трбушна дупља и самим тим обезбјеђује савршено, здравље. На Хавајима је много већа примена алтернативне медицине него што је то случај на западу, а Хавајчани уобичајено упражњавају своју хавајску алтернативну медицину. Чувају свој језик, културу и обичаје, и доприносе очувању шароликог Хавајског културног живота.

## Туризам
Због развијеног туризма становништво се бави искључиво туризмом и угоститељством. Занимљиво је да не постоји бела куга и да се становништво стално повећава. Хавајчани имају за један од својих националних спортова занимљиво, Сумо рвање. Температуре су током године константно високе, с тим што је лети температура 32 целзијуса а зими преко 40 целзијуса што ово предивно острво чини најпогоднијим за посећивање зими. Острво је током протеклих 100 година натерало, због својих многобројних погодности, инвеститоре нарочито из Сједињених држава да уложе огромне своте новца у његов развој.
Хаваји су такође стално поприште сурферских такмичења, и у ту сврху је намењена чувена Ваикики плажа, једна од најлепших плажа на свету. Настала је природним путем али је касније дограђивана због огромне навале туриста. Око плаже изграђени су ланци хотела, Хилтон, Хајат и други. На њој се одржавају чувена сурф такмичења и током целе године туристи су у могућности да гледају бравуре сурф мајстора.
Хавајска обала је цењена од стране сурфера због високих таласа који понекад достижу и висину од 8 m али то је и мач са две оштрице зато што таласи знају да опустоше обалу, нарочито удружени са честим ураганима.